# Upeneus vittatus
Upeneus vittatus es una especie de peces de la familia Mullidae en el orden de los Perciformes.

## Morfología
• Los machos pueden llegar alcanzar los 28 cm de longitud total.

## Distribución geográfica
Se encuentra desde el Mar Rojo hasta Sudáfrica, Micronesia, las Islas Hawái, las Marquesas, las Islas de la Sociedad , el sur del Japón y Nueva Caledonia.

## Hábitat
Es un pez de mar.